# 中華民國駐以色列代表列表
本列表為中華民國駐以色列歷任代表名錄。兩國無正式外交關係。

## 代表機構
兩國於1992年11月11日以換文方式達成互設辦事處協議。
1993年3月29日，中華民國設立具大使館功能的駐臺拉維夫臺北經濟貿易辦事處（Taipei Economic and Trade Office in Tel-Aviv）。5月1日正式成立；7月18日，以色列設立類似功能的駐臺北以色列經濟貿易辦事處（Israel Economic and Trade Office in Taipei）。
1995年9月11日，雙方代表機構更名為駐臺拉維夫臺北經濟文化辦事處（Taipei Economic and Cultural Office in Tel Aviv）、駐台北以色列經濟文化辦事處（Israel Economic and Cultural Office in Taipei, ISECO）。

## 歷任代表（1993年至今）
| 姓名   | 任命           | 到任              | 免職           | 離任            | 外交銜級 對外名義 | 外交職務 本職職務         | 備註           | 備註 |
| ------ | -------------- | ----------------- | -------------- | --------------- | ----------------- | ------------------------- | -------------- | ---- |
| 鍾振宏 | 1993年1月7日   | 1993年3月29日     |                | 1998年6月仍在任 | 代表              | 代表                      |                |      |
| 楊榮藻 |                | 1999年1月前已在任 |                | 2003年9月14日   | 代表              | 代表                      |                |      |
| 鄧申生 | 2003年6月16日  | 2003年9月14日     |                | 2006年2月15日   | 代表              | 代表                      |                |      |
| 丁干城 | 2006年11月17日 | 2006年12月27日    | 2009年10月16日 | 2010年1月5日    | 代表              | 副代表                    |                |      |
| 張良任 | 2009年10月13日 | 2010年1月5日      | 2013年11月21日 | 2014年2月       | 代表              | 代表 特命全權大使         | [ 註 3 ]       |      |
| 季韻聲 | 2013年12月11日 | 2014年2月12日     |                | 2018年1月       | 代表              | 特命全權公使 特命全權大使 | 2016年升任大使 |      |
| 張國葆 |                | 2018年3月10日     |                | 2021年7月       | 代表              | 特命全權大使              |                |      |
| 李雅萍 |                | 2022年1月19日     |                | 現任            | 代表              | 特命全權公使              |                |      |

## 外部連結
- 駐臺拉維夫臺北經濟文化辦事處（Facebook、Twitter）